# Шубарші (Уїльський район)
Шубарші́ (каз. Шубарши) — село у складі Уїльського району Актюбінської області Казахстану. Входить до складу Коптогайського сільського округу.
Населення — 283 особи (2021; 332 у 2009, 429 у 1999, 381 у 1989).